# Breunetsried
Breunetsried ist ein Gemeindeteil von Antdorf im oberbayerischen Landkreis Weilheim-Schongau. 
Das Dorf liegt circa zwei Kilometer östlich von Antdorf und ist über die Kreisstraße WM 27 zu erreichen.